# Contea di Weiyuan (Sichuan)
La contea di Weiyuan (威远县S, Wēiyuǎn XiànP) è una contea della Cina, situata nella provincia di Sichuan e amministrata dalla prefettura di Neijiang.